# Теттнанг (графство)
Теттнанг и Арген (Tettnang und Argen) или Теттнанг-Монфорт (Tettnang-Monfort) — имперская синьория в юго-западной части Священной Римской империи, к востоку от Боденского озера. Её центром служил посёлок (впоследствии город) Теттнанг. На протяжении почти всей своей истории синьория принадлежала графам Монфорт.
В XIV веке Монфорты владели значительными землями между Боденским озером и Тиролем. Вследствие раздела между различными ветвями рода в XV-XVI вв. территория постепенно сократилась. После пресечения рода Монфорт в 1780 году Теттнангом овладели Габсбурги, включившие его в состав Передней Австрии.
Поражение Австрии в Наполеоновских войнах повлекло за собой передачу Теттнанга в 1805 году Баварии, которая в 1810 года уступила его королевству Вюртемберг. После упразднения королевства в 1918 году эта территория вошла в состав земли Баден-Вюртемберг.